# Château Puy Castéra
Vous pouvez aider à l'améliorer ou bien discuter des problèmes sur sa page de discussion.
- Il ne cite pas suffisamment ses sources. Vous pouvez indiquer les passages à sourcer avec {{référence nécessaire}} ou {{Référence souhaitée}}, et inclure les références utiles en les liant aux notes de bas de page. (Marqué depuis mai 2024)
- Certaines informations devraient être mieux reliées aux sources mentionnées dans la bibliographie ou les liens externes. Améliorez sa vérifiabilité en les associant par des références. (Marqué depuis mai 2024)

- Archive Wikiwix
- Bing
- Cairn
- DuckDuckGo
- E. Universalis
- Gallica
- Google
- G. Books
- G. News
- G. Scholar
- Persée
- Qwant
- (zh) Baidu
- (ru) Yandex
- (wd) trouver des œuvres sur Wikidata

Le Château Puy Castéra est un domaine viticole du Bordeaux situé à Cissac-Médoc en Gironde qui donne du vin rouge. C'est un cru bourgeois dans l'AOC Médoc.

## Histoire du domaine
Ce domaine tient son nom de deux mots d'ancien français et de latin, « Puy » signifiant tertre et « Castéra » (Castrum) signifiant camp, forteresse.
Il appartient aux descendants d'Henri Marès, découvreur de l'effet fongicide du soufre sur l'oïdium.
Le domaine viticole a été racheté en 2018 par les vignobles Romain Roux de Gornac.

## Le vignoble
Le vignoble de 28 hectares respecte l'encépagement traditionnel médocain avec une majorité de Cabernet-Sauvignon, du Merlot, du Cabernet-Franc, du Malbec et du Petit-Verdot.

## Le vin
Trois vins sont issus de ce vignoble :
- Château Puy Castéra
- Château Holden